# Machalillacultuur
De Machalillacultuur was een archeologische cultuur aan de Grote Oceaankust van Ecuador. Ze viel in de midden-formatieve periode in de geschiedenis van Ecuador. Ze ontstond uit de Valdiviacultuur en bestond tussen de 18e en 10e eeuw v.Chr. 

## Typelocatie en geografische verspreiding
De gelijknamige typelocatie Machalilla, een klein kustplaatsje ten zuidwesten van het kanton Jipijapa, ligt in het Machalilla Nationaal Park aan de Grote Oceaankust in de provincie Manabí. Het belangrijkste verspreidingsgebied van de cultuur was de provincies Manabí en Santa Elena (Santa Elena-schiereiland).

## Ontdekking en eerste beschrijving
De Machalillacultuur werd voor het eerst ontdekt en beschreven in 1958 door de Ecuadoriaanse archeoloog Emilio Estrada. 

## Periode
De overgang van de Valdiviacultuur naar de Machalillacultuur wordt over het algemeen gedateerd op 1800 v.Chr. Chr. Het einde van de cultuur kan niet met zekerheid worden vastgesteld, aangezien deze zich uiteindelijk vermengde met de latere Chorreracultuur (vanaf 1300 v.Chr.). Het definitieve einde van de Machalillacultuur wordt doorgaans gedateerd op 1000 v.Chr., maar kan ook dateren uit 800 v.Chr. Chr. Voor het einde van de cultuur ontving ze mogelijk Meso-Amerikaanse invloeden. Vanaf 1500 v.Chr. wordt vermoed dat er banden waren met de Capachacultuur in West-Mexico (Colima).

## Levenswijze
De mensen van de Machalillacultuur hielden zich voornamelijk bezig met landbouw, maar ook met  jagen, verzamelen en vissen.
Opmerkelijk is hun praktijk van kunstmatige schedelvervorming, die al op zeer jonge leeftijd (bij pasgeborenen) werd uitgevoerd met behulp van stenen gewichten. De motieven achter deze gewoonte zijn niet duidelijk. Het is mogelijk dat de schedelverlengingen om esthetische redenen werden uitgevoerd, maar het is ook denkbaar dat ze bedoeld waren om de sociale positie van de drager te benadrukken.

## Aardewerk en kunst
Machalilla-aardewerk vertegenwoordigt een naadloze ontwikkeling van het keramiek van de Valdiviacultuur, waarbij de laatste steeds meer onder invloed kwam van de Noord-Peruaanse Cerro Narríocultuur. Opvallend is het dunnere, deels gepolijste aardewerk (gemiddelde wanddikte 4 tot 7 mm) en een veel grotere verscheidenheid aan vormen van het vaatwerk. Er werden potten, flessen, kruiken, kannen, kommen in typische rode tinten, etc. geproduceerd. Er verschenen voor het eerst zogenaamde stijgbeugeltuiten. Dit type vaatwerk heeft een holle, ringvormige handgreep die uitloopt in een dubbele buisvormige tuit. Later werden scharnierdeksels heel gebruikelijk in de culturen van Chavín en Vicús, maar ook bij de Moche en Chimú.
In totaal kunnen 23 verschillende vaatvormen worden onderscheiden. De vaten waren versierd met dik aangebrachte rode tinten en eenvoudige gegraveerde patronen. Soms werden beide technieken gecombineerd.
De Machalillacultuur bracht ook vernieuwingen aan in antropomorfe vaten, waarvan de bolvormige buik een menselijk gezicht voorstelt.
Er was echter sprake van een stilistische achteruitgang/verandering in de vrouwenbeeldjes vergeleken met de Valdiviacultuur. De contouren werden minder nauwkeurig en de voorheen gedetailleerde kapsels verdwenen. Echter, functies die eerder waren weggelaten of geminimaliseerd, zijn nu gemarkeerd. De gezichten van de beeldjes waren in bas-reliëf uitgevoerd en werden gekenmerkt door de karakteristieke koffieboonogen en snavelachtige, uitstekende neuzen.
Er werden ook vijzels met afbeeldingen van dieren gemaakt. Ook vermeldenswaard zijn de kleipijpen, kaarsenhouders en beeldjes, waarvan sommige de eerder genoemde schedelafwijkingen afbeelden.